# Gadsden (Arizona)
Gadsden ist ein Census-designated place im Yuma County im US-Bundesstaat Arizona. Das U.S. Census Bureau hat bei der Volkszählung 2020 eine Einwohnerzahl von 571 ermittelt.
Gadsden hat eine Fläche von 4,5 km². Die Bevölkerungsdichte liegt bei 127 Einwohnern je km². Das Dorf liegt am U.S. Highway 95.